# Henrik Kellgren
Jonas Henrik Kellgren, född den 24 november 1837 i Alingsås, död 1916 på Stora Sanna gård i Jönköping, var en svensk sjukgymnast och företagare.

## Biografi
Kellgren föddes i Alingsås år 1837, som sonen till en kapten. 
Under sin barndom var Kellgren nära att förolyckas flera gånger, vid ett tillfälle föll han ned från en kakelugnsnisch, så att han fastnade med huvudet i kakelugnsluckan. En annan gång blev han överkörd av en skogskälke så att ena meden gick över hans ansikte och krossade hans näsa, hans mor fick så småningom ordning på hans näsa. Han ansåg att modern hade förmågan att bota sjukdomar och att han själv ärvt denna förmåga.
Han tog studentexamen 1855 i Lund. Åren 1855–1856 mobiliserade Sverige för att gå i krig mot Ryssland, då anmälde sig Kellgren som frivillig till Västgöta Regemente, men det blev inget krig. Hans far tyckte att han skulle gå med i den telegrafiska kåren, men det ville inte Kellgren då han ansåg att den var full av obegåvade studenter. Då förklarade fadern att han i fortsättningen fick klara sig själv, och för att nu få medel till sin militära utbildning var han tvungen att ta anställning vid Lantmäterikåren. 
1858 blev han underlöjtnant vid Västgöta-Dals regemente, han sågs som väldigt frispråkig och hamnade gång på gång i konflikt med sina överordnade. En gång när han gick högvakt blev han anmäld av sitt befäl för "orderbrott, försumlighet och sturskhet". Han fick en kommendering till skjutbanan i Drottningholm, men då många officerare tyckte att han hade för många kommenderingar övertalades regementschefen att skicka en annan officer istället. 
Istället fick han då 3 månaders semester, han begav sig då till Stockholm för att som frielev bli antagen till skjutbanan. Han erbjöd sig att själv betala sin utbildning men blev ej antagen då han var utan ett rekommendationsbrev. Han försökte då förgäves uppvakta krigsministern, men till sist lyckades han få ett möte med konungen. Vid mötet började Kellgren med att förklara sin situation och därefter ska konungen ha tittat upp och sagt "Visst faen skall han dit. Res med första båt". 
Även tiden på skjutbanan innebar konflikter för Kellgren, flera av eleverna protesterade på grund av förödmjukande undervisningsmetoder, Kellgren tog parti för de protesterande och var själv nära att bli bestraffad. 
Han återvände till regementet där han 1864 avancerade till löjtnant. Han lämnade regementet och genomgick en kurs vid Gymnastiska centralinstitutet, även där fann han saker som var felaktiga, exempelvis att de olika könen andades med olika kroppsdelar. Efter examen 1865 ägnade han sig åt gymnastisk verksamhet vid Lidköpings läroverk och Eksjö läroverk.
År 1869 var för Kellgren ett svårt år, han hade under loppet av två år förlorat sin mor, faster, fru och son. Hans gård Stocknäs hade även drabbats av missväxt. Under denna tid drabbades Sverige av en ekonomisk kris, bankerna drev in alla borgenslån och Kellgren som stod i borgen för både släkter och vänner förlorade allt han ägde. I sorg över förlusten av familj och med ekonomiska bekymmer lämnade han 1869 Sverige. Hans avsåg då att på ett hedersamt sätt förkorta sitt liv, han skulle inträda i främlingslegionen i Algeriet, men han hade först lovat att framföra en hälsning åt sin hyresvärd i Stockholm till dr Ulrich, en barndomskamrat till denne som drev ett gymnastiskt institut i Bremen. Mötet mellan Kellgren och dr Ulrich skall ha varit väldigt känsloladdat, doktorn som själv hade varit officer vid Östgöta Grenadjärer blev alldeles rörd när han tog emot Kellgren iklädd uniform. Doktorn bjöd därefter Kellgren på middag och visade honom sitt institut. När en av hans assistenter skulle visa en rörelse protesterade Kellgren och ansåg att den var helt fel, han bad att få visa den korrekta rörelsen och snart förstod alla att han var mer än bara en officer. Doktorn övertalade honom att stanna i en vecka, tiden förlängdes varje gång det var tid för avresa. Han tog anställning där och fick studera fysiologi och diagnostik. Men Kellgren fick inte behandla några patienter på grund av att doktorn trodde att hans egna assistenter då skulle tappa alla sina patienter. Doktorn föreslog då att han skulle öppna sitt eget institut i södra Tyskland. Trots allt tycks Kellgren ha behandlat många patienter, bland annat en mentalsjuk överstelöjtnant som trodde att han varje dag skulle dö. Överstelöjtnanten hjälpte Kellgren att starta en praktik i Gotha. Praktiken blev snart en framgång och det visade sig att sjukgymnastik kunde bota många sjukdomar. Efter ett par månader hade Kellgren 30-40 patienter varje dag. Det rörde sig om behandling av förstoppning, leverlidande, hjärtlidande, förlamningar, slaganfall osv. Han behandlade framgångsrikt en hovdam från kejsarinnans hov i St Petersburg. Detta ledde till att han fick många patienter från förnäma ryska familjer. Kellgren gifte sig där med dottern till en rysk general. Mellan 1870 och 1871 var det krig mellan Tyskland och Frankrike, många sårade skickades då till Gotha och Kellgren behandlade där bl.a. en ung man med ett ohyggligt uppsvält ben med 3 skotthål i. Sköterskorna ska ha ytligt tvättat av såren och Kellgren undrade varför de inte tog bort varet i såret istället. Sköterskorna förklarade att det inte gick, men Kellgren tog då under patientens knä och började med lätt vibration sakta pressa händerna nedåt, varet rann då ur det nedersta skotthålet och ska ha varit så mycket så att det fyllt en sopptallrik. När behandlingen var klar var benet nästan i normal storlek. Arbetet i Gotha blev för honom i slutändan övermäktigt, han hade dagligen 60–70 patienter och därtill kom hembesök hos sjuklingar.
Genom tillämpning av det Lingska sjukgymnastiksystemet och ett system av manuell nervbehandling, som han själv utvecklat, lyckades han återställa hälsan i en mängd sjukdomsfall, även sådana som ansetts obotliga. Han sägs ha behandlat mångårigt lung- och underlivslidande, halsluxationer, ryggmärgslidanden med mera. År 1874 flyttade Kellgren till London och hoppades på att få lite vila, han blev istället hastigt sjuk och vägrade ta emot medicin, han låg medvetslös i 3 veckor. Men som tur var för honom kunde närstående straffas om den döde inte träffat läkare. Kellgren fick då hjälp av läkare och tog varje dag medicin, läkaren förklarade varje dag att han inte skulle överleva till nästa dag, men till läkarens förvåning gjorde han det. När en betjänt kallades för att hämta mer medicin blev apotekaren förvånad att patienten ens levde, dosen som Kellgren tagit kunde nämligen enligt apotekaren "ta livet av tre oxar". Kellgren tillfrisknade men förstod snabbt att han var bortglömd, han lade då ut en annons i tidningen där det stod att han tog sig an fall som ansågs obotliga, om patienten inte blivit bättre efter 14 dagar var behandlingen gratis. Praktiken i London blev emellertid större och större. Somrarna 1877–1883 utövade han sin verksamhet vid havsbadet på den preussiska Nordsjöön Norderney, ett av de första åren hade han hela 13 furstliga patienter. Kellgren lämnade Norderney på grund av motarbete från tyska läkare. Han hyrde den f.d. kungen av Hannovers hus och när den tyska arvfursten, sedermera Vilhelm II, skulle bo på Norderney och behövde hyra ett eget hus istället för konungabostället blev motståndet för stort. Kellgren upprättade 1883 i Baden-Baden och 1884 i Paris filialer men lämnade kort därefter Tyskland på grund av motarbete från tyska läkare, filialerna övertogs sedermera av andra. Han bestämde sig därefter att tillbringa somrarna hos en av sina gifta döttrar i Jönköping. Kort därefter kom det till en filial på egendomen Stora Sanna vid Vättern mellan Jönköping och Huskvarna, det började med några få engelska patienter, men snart strömmade patienter från hela Europa hit. Sommaren 1899 vistades Mark Twain på detta institut för att bota dottern Jeans epilepsi. De svenska läkarna såg inte med blida ögon på den nya konkurrensen, enligt en ny förordning var en sjukgymnast tvungen att ansöka hos medicinalkollegium för att bedriva verksamhet, dessutom var en läkare tvungen att avgöra vilka fall som skulle botas med sjukgymnastik. Den som bröt mot detta kunde straffas som kvacksalvare. Kellgren ignorerade detta men lämnades ifred av de svenska läkarna. Henrik Kellgren vann som sjukgymnast europeiskt rykte. Med hjälp av lärjungar, utbildade av honom under årens lopp, upprättade han institut i bland annat Berlin, Frankfurt am Main, Lyon, Wien, Dresden, Ottawa och New York.
Kellgren var även godsägare och ägde flera villor och gårdar, bland annat Gula Sanna, Stora Sanna, Engelska villan, Tyska villan, Österrikiska villan, Svenska villan, Nya villan, Hullerstorp, Smedstorp i Jönköpings län och Forssa Säteri, Mjöshult, Kråketorp och Elmhult i Västergötlands län. 
År 1869 gick han med i Frimurarna i Johanneslogen i Jönköping.
Kellgren var riddare och kommendör av Vasaorden, andra klassen 1904, han erhöll första klassen i en privat audiens med Oscar II till följd av en lyckad behandling av hans hustru 1906 .
År 1909 invigdes ett lasarett i South Kensington i London i Kellgrens namn. Lasarettet hade till uppgift att ge vård till fattiga och mindre bemedlade enligt Kellgrens manuella metod samt att utbilda vårdpersonal.
Henrik Kellgren avled år 1916, vid 78 års ålder. Han vilar på Jönköpings östra kyrkogård (gamla kyrkogården).

## Familj
Jonas Henrik Kellgren var son till kaptenen Jonas Henrik Kellgren och Beata Carolina Sjöberg samt brorsons son till skalden Johan Henric Kellgren. En yngre bror var sjukgymnasten Arvid Ludvig som även han blev känd i England, han har bland annat behandlat österrikiska kejsarinnan Elisabeth, hon har även skrivit en dikt om honom. Kellgren gifte sig första gången 1866 med Fredrika Eleonora Ulrika Ulfsparre och andra gången 1872 med dottern till den ryske generalen Gregor Kuzmich Yakowleff, Anna de Yakowleff från St Petersburg. En dotter gifte sig med läkaren Edgar Cyriax från Storbritannien; makarna Cyriax fick sonen James Cyriax, läkaren som myntade begreppet ortopedisk medicin. En annan dotter gifte sig med häradshövdingesonen, sjukgymnasten John Magnus Areskoug; paret tog efter Kellgrens död över institutet i Jönköping, Stora Sanna, och drev senare en privatpraktik i Göteborg.

## Kända patienter
- Mark Twain
- Anders och Emma Zorn
- Sofia av Nassau, drottning av Sverige
- Ferdinanda von Bentheim-Steinfurt
- Elisabeth av Bayern, kejsarinna av Österrike-Ungern
- Upptäcktsresande Henry Morton Stanley
- Sångerskan Kristina Nilsson
- Bröderna Siemens
- Medlemmar ur bankirsläkten Rothschild - bland annat 3 av bankcheferna
- Hovdamen grevinnan von Sievers
- Medlemmar ur den ryska och livländska högadeln, familjer såsom: von Berg, von Krüdeners, Zeumes, von Gyldenstubbe och Baggehufvud
- Generalskan Vera de Jakowleff f. Bruun - sedermera Kellgrens svärmor
- Prinsessan Louise, hertiginnan Argyll
- Hertiginnan Hamilton
- Åtskilliga idrottare och vänner till Prinsen av Wales sedermera Edvard VII av Storbritannien, som agerade som en av Kellgrens gynnare i London.
- Grevinnan av Derby
- Greve von Wedel
- Hertig Maximilian Emanuel av Bayern med hustrun Prinsessan Amalie av Saxe-Coburg och Gotha
- Friedrich Franz II, Storhertig av Mecklenburg med hustrun Auguste Reuß zu Köstritz
- Greve de Lesseps - son till Ferdinand de Lesseps
- Drottning Maria av Hannover
- Drottning Carola  av Sachsen
- ex-konungen av Neapel
- Prinsessan Marie av Baden
- Furste Herbert von Bismarck
- Alexandra av Danmark, drottning av Storbritannien - konsultation
- Riksmarskalken Fredrik von Essen
- Ottomar Johan Brander
- Punchkonstnären Reginald Cleaver
- Skulptören Theodor Lundberg
- Konstnären Alfred Wahlberg
- Kommendörkapten Svante Natt och Dag
- Grevinnan Ehrensvärd
- Grevinnan Wachtmeister på Kulla-Gunnarstorp
- Totalt ska Kellgren ha behandlat omkring ett 60-tal kungligheter.
- Uppgifter enligt bland annat Vårt land.[6][7][8][9]